# Тюнинская волость
Тю́нинская волость — административно-территориальная единица в составе Рославльского уезда Смоленской губернии. Административный центр — село Тюнино.

## История
Волость была образована в ходе реформы 1861 года.
В ходе укрупнения волостей, в 1922 году к Тюнинской волости была присоединена упразднённая Несоновская волость, а в 1924 году — также Фёдоровская волость.
В 1926 году Тюнинская волость была расформирована, а её территория разделена между Сещенской и Екимовичской волостями.
Ныне почти вся территория бывшей Тюнинской волости входит в Рогнединский район Брянской области; небольшая часть относится к Куйбышевскому району Калужской области.

## Населённые пункты
По состоянию на 1904 год, в состав волости входили следующие населённые пункты:
- деревня Алексеевка
- деревня Алферово
- усадьба Алферово
- деревня Бабинки
- усадьба Бабинки
- пасека Бацева
- деревня Башево
- деревня Гаврово
- деревня Георгиевка
- деревня Дороховка
- усадьба Дороховка
- деревня Зимницы
- две сторожки Зимницкий лесной заказ
- деревня Ивашково
- пасека Клячина
- сторожка Княжий лесной заказ
- хутор Колдобка
- пасека Кузина
- деревня Кукуевка
- деревня Литвиново
- деревня Межево
- усадьба Межево
- усадьба Мочалы
- деревня Нечаево
- деревня Овечкино
- деревня Петровское
- деревня Прилепы
- две усадьбы Прилепы
- деревня Русаново
- выселок Рязанцево и Быченково
- выселок Соловьевка (Хариново)
- деревня Стречаново
- три усадьбы Стречаново
- село Сухарь
- усадьба Сухарь
- училище Сухарь
- пасека Сякино
- село Тюнино (Чернооково)
- село Хариново
- деревня Щепет
- три безымянные лесные сторожки